# IC 3554
IC 3554 је појединачна звијезда у сазвјежђу Береникина коса која се налази на листи објеката дубоког неба у Индекс каталогу.
Деклинација објекта је + 27° 55' 39" а ректасцензија 12h 35m 55,2s.